# Оризарі
Ориза́рі (мак. Оризари) — село у Північній Македонії, входить до складу общини Липково Північно-Східного регіону.
Населення — 2094 особи (перепис 2002) в 445 господарствах.